# Maibohm Model B
Der Maibohm Model B, ab 1919 Maibohm Model B-6, war ein Sechszylinder-Personenwagen der US-amerikanischen Mittelklasse. Hersteller war die Maibohm Motors Company. In Großbritannien wurde das Fahrzeug als Maibohm 20 h.p. angeboten.

## Maibohm Motors Company
Die Maibohm Motors Company ging 1916 aus dem länger bestehenden Kutschenbaubetrieb Maibohm Wagon Works in Racine (Wisconsin) hervor. Das erste Motorfahrzeug des Herstellers war das als offener und geschlossener Zweisitzer lieferbare  Model A mit einem hauseigenen Zweilitermotor. Er kam Ende 1916 für das Modelljahr 1917 auf den Markt.
Ihm wurde im folgenden Jahr mit dem Sechszylinder Maibohm Model B eine größere Baureihe zur Seite gestellt. Die Produktion des Model A lief zum Ende des Jahres 1918 ersatzlos aus. Maibohm Motors erlebte in der Silvesternacht 1918 eine Feuersbrunst und produzierte ab 1919 den überarbeiteten Sechszylinder als Model B-6 in neuen Anlagen in Sandusky (Ohio). Das Unternehmen wurde im Mai 1922 von seinen Gläubigern übernommen. Diese bildeten mit der Courier Motors Company eine Auffanggesellschaft, deren einziges Produkt der Courier Model D war. Courier Motors geriet 1923 in die Insolvenz und musste schließen.

### Modellgeschichte
Model B war bei seiner Einführung 1918 die größere Baureihe und blieb nach der Einstellung der kleinen Baureihe der Vierzylinder Maibohm Model A zum Ende des Modelljahres 1918 das einzige Produkt des Herstellers. Nach einer leichten Überarbeitung zum Model B-6 im Modelljahr 1919 wurde es praktisch unverändert bis zur Schließung des Werks weitergebaut und erlebte als Courier Model D ein weiteres Modelljahr mit geringfügigen Änderungen.
Maibohm Motors wurde im Mai 1922 von Gläubigern übernommen. Diese bildeten mit der Courier Motors Company eine Auffanggesellschaft, deren einziges Produkt der genannte Courier Model D war. Er wurde nur 1923 angeboten.

### Markt

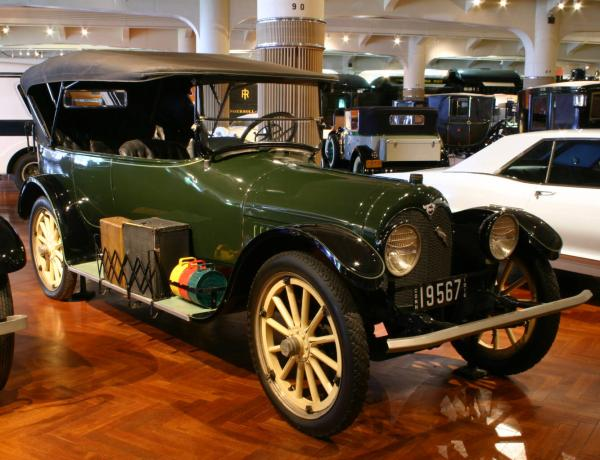
Apperson Light Six 6-16 Touring (1916), US$ 1485.-

Der Maibohm Model B / B-6 wurde in ein heftig umkämpftes Marktsegment konzipiert, in das weitere Hersteller gedrängt wurden, die dem Preiskampf im unteren Bereich nicht gewachsen waren. Zu den damals bekannteren Anbietern in dieser Klasse gehörten Auburn, Buick, Chalmers, Chandler, Hudson, Hupmobile, Nash, Jordan, Oldsmobile, Reo oder Studebaker.
Ähnlich kleine Anbieter waren etwa Ace, Bush (verkaufte nur über Direktversand), Fremont, Handley-Knight, Inter-State oder Stephens. Die Grant Motor Car Company hatte bereits 1913 einen kleinen Sportwagen ähnlich dem Maibohm Model A eingeführt, dieses Konzept aber nach 1916 zugunsten größerer Modelle aufgegeben. Damit wurde Grant auch zum Mitbewerber des Maibohm Model B/B-6; die Produktion endete 1923.
Maibohm hatte 1920 mit 1.212 verkauften Einheiten sein bei weitem erfolgreichstes Jahr. Es fällt auf, dass es zu jährlichen, teilweise beträchtlichen Preiserhöhungen kam. Dass damit eine bessere Ausstattung aufgefangen wurde, ist zumindest für die offenen Versionen nicht sehr wahrscheinlich. Naheliegender ist, dass ein steigender Kostendruck an die Kunden weiter gegeben wurde. Preissenkungen für 1922 waren wohl eher der Marktsituation und den eingebrochenen Verkaufszahlen im letzten Geschäftsjahr geschuldet.

#### Export
Obwohl amerikanische Automobile mit relativ großvolumigen Motoren in Europa steuerlich benachteiligt waren und Maibohm-Fahrzeuge in kleineren Serien entstanden, wurden auch einige exportiert. Alleiniger Maibohm-Konzessionär für Großbritannien und Irland, also die Generalvertretung, war Southgate, Ltd., 19–21 Heddon Street, Regent Street in London W.1. In Frankreich dürfte Model B-6 damals als 16 CV veranschlagt worden sein, was es steuerlich in eine Klasse mit Luxusmarken wie Lorraine-Dietrich oder Panhard & Levassor brachte.

## Technik

### Motor
Der wassergekühlte Sechszylindermotor wurde von Falls zugekauft. Es war ein obengesteuerter Reihenmotor wahrscheinlich, vom Typ X-9000, der mit kleinen Abweichungen belegt ist; diese sind indes so gering, dass sie auch durch Rundungsfehler entstanden sein können. Der Falls X-9000 hat eine Kurbelwelle mit drei Hauptlagern  und 195,581 c.i. (3205 cm³) Hubraum aus 3,13 Zoll Bohrung und 4,24 Zoll Hub (79,38 × 107,95 mm). Er hatte Schleuderschmierung; sie wurde im Nachfolger Courier Model D durch eine Trockensumpfschmierung ersetzt.
Die Leistung wird je nach Quelle mit 46 bhp (34,3 kW) oder 45 bhp (33,6 kW) bei 2600/min angegeben. Eine britische Vertretung nannte 46 bhp bei 2290/min und eine Höchstdrehzahl von 3510/min. Das auf die Motorbohrung abgestellte N.A.C.C.-Rating ergibt einen Wert von 23,44 PS, was in Großbritannien auch den anzuwendenden Steuer-PS entspricht (der Importeur nannte allerdings 20 h.p.); über die tatsächliche Motorenleistung sagt dieser Wert nichts aus. Die Kühlung arbeitet zeittypisch mit Thermosiphon, das Gemisch bildet ein Stromberg-Vergaser;; nur für 1922 ist ein Tillotson-Vergaser genannt.
Dieser moderne Motor mit einem aus einem Stück gegossenen Block und abnehmbarem Zylinderkopf wurde außer im genannten Courier Model D auch im Fremont R-6 und im Handley Six-40 verwendet.
Das Fahrzeug hat einen Wabenkühler, Batteriezündung, 6-Volt-Anlage und Benzinförderung durch Vakuum.

### Kraftübertragung
Die Leistung übertragen eine Einscheiben-Kupplung und ein Dreiganggetriebe;auf die Hinterachse ein konventionelles, unsynchronisiertes Getriebe ist ab 1921 belegt, davor aber wahrscheinlich.
Das Achsgetriebe hat ein spiralverzahntes Teller- und Kegelrad. Die Übersetzung beträgt 4,25 : 1 im Modelljahr 1918, 4,5 : 1 von 1919 bis 1921 und 5,0 : 1 im Modelljahr 1922.

### Fahrgestell und Aufhängung
Der Radstand beträgt nur im Einführungsjahr 1918 115 Zoll (2921 mm), danach bleibt er für den Rest der Produktionszeit bei 116 Zoll (2946 mm) Zur Ausführung des Fahrgestells gibt es wenig Angaben. Zeittypisch war ein Aufbau als Preßstahl-Leiterrahmen mit zwei gekröpften Längsträgern und mehreren (meist vier oder fünf) Traversen und, gelegentlich, zusätzlich versteift mit Torsion tube-Rundstäben, die als Streben am vorderen und hinteren Ende des Fahrgestells angebracht sind. Letztere sind auf den spärlichen Illustrationen zumindest vorn nicht zu sehen. Beim Courier Model D sind sie weder vorn noch hinten vorhanden, was wegen der belegten technischen Ähnlichkeit darauf hindeutet, dass sie auch beim Maibohm nicht verwendet wurden. Die hinterste Traverse trägt beim Courier auch den Benzintank.
Ebenfalls zeittypisch sind die Starrachsen vorn und hinten. Beim B und B-6 bis Modelljahr 1921 ist die Hinterachse „freischwebend“ ausgeführt, im Modelljahr 1922 "dreiviertelschwebend".
Für alle Modelljahre wird vermerkt, dass hinten Halbelliptik-Blattfedern verwendet wurden; die für 1922 und den Courier belegten vorderen Halbelliptik-Blattfedern dürften auch in den früheren Modelljahren verwendet worden sein.
1918 gab es eine nicht näher spezifizierte Wahlmöglichkeit für die Felgen mit einer Reifengröße von 32 × 3½ Zoll. Gemeint waren wohl Holzspeichen-Artillerieräder mit oder ohne abnehmbarem Radkranz Zumindest für 1922 ist dies als Bestandteil der Grundausstattung belegt. und allenfalls Drahtspeichenräder. Für 1919 fehlen Angaben zu den Felgen; neu wurden Reifen der Dimension 32×4 Zoll aufgezogen. Ab 1920 sind Holzspeichen-Artillerieräder für alle Maibohm ab Werk belegt, 1922 werden ausdrücklich die gerade aufgekommenen Cord-Reifen erwähnt. Mit dem in den Reifen eingearbeiteten Cordgewebe wurde eine textile Verstärkung der Karkasse erreicht.
Zu den frühen Modellen fehlen Angaben über die Bremsen. Sowohl für Betriebs-  wie auch Hilfsbremse ist ab 1921 belegt, dass sie auf die Bremstrommeln an der Hinterachse wirken. Vorderradbremsen setzten sich erst nach 1925 auf breiter Front durch.
Zumindest diese späteren Maibohm hatten eine Schneckenlenkung.

### Karosserien und Ausstattung

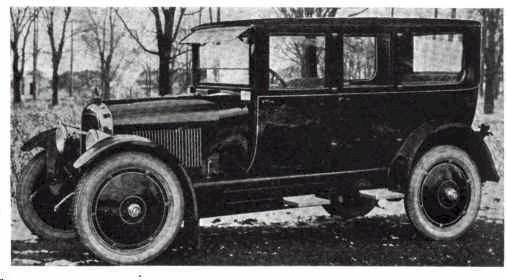
Maibohm Model B-6 Sedan (1922).

Die Herkunft der Karosserien ist nicht belegt, doch ist die Annahme nicht weit hergeholt, dass Maibohm als vormaliger Kutschenbauer durchaus für deren Herstellung eingerichtet war. Nach dem Brandfall und dem anschließenden Umzug scheint weiterhin Karosseriebau betrieben worden zu sein. Immerhin warb der Nachfolger Courier Motors, der 1922–1923 in den gleichen Anlagen produzierte, in einer Verkaufsbroschüre mit dem Hinweis Custom built in the Courier shops („handgefertigt in den Courier-Werkstätten“). Das übliche Vorgehen war, eine Struktur aus gelagertem Hartholz mit Stahlblech zu beplanken (Gemischtbauweise). Erhältlich waren zunächst, neben dem obligaten Touring (fünfsitzig) ein zweisitziger Roadster, ein Coupé sowie ein nicht näher beschriebenes Roadster-Coupé, wahrscheinlich der Roadster mit fest oder abnehmbar konstruierten Winter Top.
Offenbar wurde ab 1919 mit dem Model B-6 versucht, das Auto mehr über seinen Komfort und den Nutzwert zu verkaufen als über seine Sportlichkeit. Ein Phaeton ersetzte den Touring und statt Zweisitzern gab es nun einen Brougham und einen Sedan. 1920 brachte lediglich etwas erhöhte Preise 1921 erschienen wieder je ein Roadster und Coupé, nun aber mit drei resp. vier Sitzen. Letzteres ersetzte den ebenfalls viersitzigen Brougham. Neu war der modische Sport, der in Großbritannien wohl als Sports tourer und im Rest von Europa als Torpedo bezeichnet worden wäre. Im Prinzip bestand der Unterschied in anderen Kotflügeln, Trittstufen statt -brettern und einer Sitzanordnung für vier statt fünf Personen. Im verkürzten Modelljahr 1922 wurden die Preise gesenkt und ein Sport Roadster kam nachträglich dazu, denn er ist auf dem früher veröffentlichten Typenblatt in McClure’s Automobile Year Book für 1922 noch nicht angeführt. Angaben dazu fehlen, doch dürfte er Kotflügel und Trittstufen analog dem Sport erhalten haben. McClure’s liefert weitere Informationen aus erster Hand: Für 1922 ist vermerkt, dass der B-6 in Baltic green oder Burgundy erhältlich war, jeweils mit schwarzem Fahrgestell und eben solchen Rädern, und dass die Grundausstattung neben den erwähnten Rädern mit abnehmbarem Radkranz auch Tachometer, Batterieladeanzeige und eine elektrische Hupe umfasste.
Sonderaufbauten sind nur von einer britischen Regionalvertretung bekannt, Brook Motor & Engineering Co., Deansgate, Manchester, die einen Tourer als Sporting model anbot. Der Karosseriehersteller ist nicht bekannt.

## Modellübersicht
| Typ                          | Bj.  | Motor        | B × H in./ mm         | Hubraum c.i./cm³ | Leistung bhp/kW 1/min | Radstand            | Karosserie           | Listenpreis US$ |
| ---------------------------- | ---- | ------------ | --------------------- | ---------------- | --------------------- | ------------------- | -------------------- | --------------- |
| Model B 23,4 HP (N.A.C.C.)   | 1918 | R6 ohv Falls | 3⅛ × 4¼ 82,55 × 114,3 | 195,6/3205       | 46/34 bei 2250        | 115 in (2.921 mm)   | Roadster 2 Pl.       | 975             |
| Model B 23,4 HP (N.A.C.C.)   | 1918 | R6 ohv Falls | 3⅛ × 4¼ 82,55 × 114,3 | 195,6/3205       | 46/34 bei 2250        | 115 in (2.921 mm)   | Touring 4 Pl.        | 975             |
| Model B 23,4 HP (N.A.C.C.)   | 1918 | R6 ohv Falls | 3⅛ × 4¼ 82,55 × 114,3 | 195,6/3205       | 46/34 bei 2250        | 115 in (2.921 mm)   | Roadster-Coupé 2 Pl. | 1.095           |
| Model B 23,4 HP (N.A.C.C.)   | 1918 | R6 ohv Falls | 3⅛ × 4¼ 82,55 × 114,3 | 195,6/3205       | 46/34 bei 2250        | 115 in (2.921 mm)   | Coupé 2 Pl.          | 1.375           |
| Model B-6 23,4 HP (N.A.C.C.) | 1919 | R6 ohv Falls | 3⅛ × 4¼ 82,55 × 114,3 | 195,6/3205       | 46/34 bei 2250        | 115 in (2.921 mm)   | Phaeton              | 1.290           |
| Model B-6 23,4 HP (N.A.C.C.) | 1919 | R6 ohv Falls | 3⅛ × 4¼ 82,55 × 114,3 | 195,6/3205       | 46/34 bei 2250        | 116 in (2.946,4 mm) | Brougham             | 1.890           |
| Model B-6 23,4 HP (N.A.C.C.) | 1919 | R6 ohv Falls | 3⅛ × 4¼ 82,55 × 114,3 | 195,6/3205       | 46/34 bei 2250        | 116 in (2.946,4 mm) | Sedan                | 1.890           |
| Model B-6 23,4 HP (N.A.C.C.) | 1920 | R6 ohv Falls | 3⅛ × 4¼ 82,55 × 114,3 | 195,6/3205       | 46/34 bei 2250        | 116 in (2.946,4 mm) | Phaeton 5 Pl.        | 1.395           |
| Model B-6 23,4 HP (N.A.C.C.) | 1920 | R6 ohv Falls | 3⅛ × 4¼ 82,55 × 114,3 | 195,6/3205       | 46/34 bei 2250        | 116 in (2.946,4 mm) | Brougham 4 Pl.       | 1.995           |
| Model B-6 23,4 HP (N.A.C.C.) | 1920 | R6 ohv Falls | 3⅛ × 4¼ 82,55 × 114,3 | 195,6/3205       | 46/34 bei 2250        | 116 in (2.946,4 mm) | Sedan 5 Pl.          | 1.995           |
| Model B-6 23,4 HP (N.A.C.C.) | 1921 | R6 ohv Falls | 3⅛ × 4¼ 82,55 × 114,3 | 195,6/3205       | 46/34 bei 2250        | 116 in (2.946,4 mm) | Roadster 3 Pl.       | 1.575           |
| Model B-6 23,4 HP (N.A.C.C.) | 1921 | R6 ohv Falls | 3⅛ × 4¼ 82,55 × 114,3 | 195,6/3205       | 46/34 bei 2250        | 116 in (2.946,4 mm) | Phaeton 5 Pl.        | 1.575           |
| Model B-6 23,4 HP (N.A.C.C.) | 1921 | R6 ohv Falls | 3⅛ × 4¼ 82,55 × 114,3 | 195,6/3205       | 46/34 bei 2250        | 116 in (2.946,4 mm) | Sport 4 Pl.          | 1.750           |
| Model B-6 23,4 HP (N.A.C.C.) | 1921 | R6 ohv Falls | 3⅛ × 4¼ 82,55 × 114,3 | 195,6/3205       | 46/34 bei 2250        | 116 in (2.946,4 mm) | Coupé 4 Pl.          | 2.395           |
| Model B-6 23,4 HP (N.A.C.C.) | 1921 | R6 ohv Falls | 3⅛ × 4¼ 82,55 × 114,3 | 195,6/3205       | 46/34 bei 2250        | 116 in (2.946,4 mm) | Sedan 5 Pl.          | 2.395           |
| Model B-6 23,4 HP (N.A.C.C.) | 1922 | R6 ohv Falls | 3⅛ × 4¼ 82,55 × 114,3 | 195,6/3205       | 46/34 bei 2250        | 116 in (2.946,4 mm) | Roadster 3 Pl.       | 1.395           |
| Model B-6 23,4 HP (N.A.C.C.) | 1922 | R6 ohv Falls | 3⅛ × 4¼ 82,55 × 114,3 | 195,6/3205       | 46/34 bei 2250        | 116 in (2.946,4 mm) | Sport Roadster 3 Pl. | 1.395           |
| Model B-6 23,4 HP (N.A.C.C.) | 1922 | R6 ohv Falls | 3⅛ × 4¼ 82,55 × 114,3 | 195,6/3205       | 46/34 bei 2250        | 116 in (2.946,4 mm) | Phaeton 5 Pl.        | 1.395           |
| Model B-6 23,4 HP (N.A.C.C.) | 1922 | R6 ohv Falls | 3⅛ × 4¼ 82,55 × 114,3 | 195,6/3205       | 46/34 bei 2250        | 116 in (2.946,4 mm) | Sport 4 Pl.          | 1.595           |
| Model B-6 23,4 HP (N.A.C.C.) | 1922 | R6 ohv Falls | 3⅛ × 4¼ 82,55 × 114,3 | 195,6/3205       | 46/34 bei 2250        | 116 in (2.946,4 mm) | Coupé 4 Pl.          | 2.295           |
| Model B-6 23,4 HP (N.A.C.C.) | 1922 | R6 ohv Falls | 3⅛ × 4¼ 82,55 × 114,3 | 195,6/3205       | 46/34 bei 2250        | 116 in (2.946,4 mm) | Sedan 5 Pl.          | 2.295           |

Bei Sedan und Brougham ist unklar, ob es sich um zwei- oder viertürige Ausführungen handelt. Bei letzterem lässt sich zudem keine exakte Definition finden, weil sich die Bezeichnung Brougham oft nach Marketing-Überlegungen als nach technischen Grundsätzen richtete. Immerhin deutet die Modellzusammenstellung darauf hin, dass zweitürige, viersitzige Brougham und viertürige, fünfsitzige Sedan angeboten wurden. Gestützt wird diese These dadurch, dass der Courier Model D mit praktisch baugleichen Karosserien auch als viertüriger Sedan gelistet wurde.

## Produktion
Die Produktionszahlen finden sich im Standard Catalogue of American Cars 1805–1942. Nach dieser Quelle entstanden im Modelljahr 1918 615 Fahrzeuge; 1919 (nach einem Brand im Werk und dem Umzug nach Cleveland) 327, 1920 1212; 1921 623 und 1922 217 Fahrzeuge. Das macht 2994 Fahrzeuge, wobei in der Zahl von 1918 sowohl Vierzylinder Model A als auch Sechszylinder Model B einbezogen sind. Daraus ergibt sich eine Summe von 2379 Model B-6 mit dem längeren Radstand (1919–1922). Gelegentlich werden ergänzend auch 373 Courier Model D als Weiterentwicklung des Maibohm Model B-6 angeführt.

### Fahrgestellnummern
Wie Ford verzichtete auch Maibohm auf Fahrgestellnummern; dazu diente gleichzeitig die Motornummer. Beim Model B und seinem Nachfolger war dies eine maximal vierstellige Ziffer, die wie folgt interpretiert wird:
Modelljahr 1918: Nr.  501 bis 2350
Modelljahr 1919: Nr. 2351 bis 6200
Modelljahr 1920: ab Nr. 6201
Für 1921 und 1922 sind keine Angaben erhältlich. Beim Model A wurde die Plakette auf der linken Seite des Motorblocks angebracht; beim B und B-6 fehlen die Angaben zur Position. Die Anwendung dieses Systems ist hier insofern bemerkenswert, als Falls mit einiger Sicherheit eigene Motornummern angebracht haben dürfte und es mithin also zwei Nummern geben muss.